# Писку (Галац)
Писку (рум. Piscu) насеље је у Румунији у округу Галац у општини Писку. Oпштина се налази на надморској висини од 14 m.

## Становништво
Према подацима из 2002. године у насељу је живело 5070 становника, од којих су сви румунске националности.

### Хронологија
| Година       | 1992 | 1993 | 1994 | 1995 | 1996 | 1997 | 1998 | 1999 | 2000 | 2001 | 2002 | 2003 | 2004 | 2005 | 2006 | 2007 | 2008 | 2009 | 2010 | 2011 | 2012 | 2013 | 2014 | 2015 | 2016 | 2017 |
| ------------ | ---- | ---- | ---- | ---- | ---- | ---- | ---- | ---- | ---- | ---- | ---- | ---- | ---- | ---- | ---- | ---- | ---- | ---- | ---- | ---- | ---- | ---- | ---- | ---- | ---- | ---- |
| Становништво | 5268 | 5253 | 5241 | 5191 | 5190 | 5195 | 5167 | 5150 | 5118 | 5123 | 5094 | 5057 | 5029 | 5032 | 5019 | 5010 | 5031 | 5017 | 5003 | 5012 | 4985 | 4982 | 4979 | 4933 | 4891 | 4846 |